# 230e division d'infanterie
La  230e division d'infanterie (en allemand : 230. Infanterie-Division ou 230. ID) est une des divisions d'infanterie de l'armée allemande (Wehrmacht) durant la Seconde Guerre mondiale.

## Historique
La 230. Infanterie-Division est formée le 15 avril 1942 dans le Nord de la Norvège à partir du Küstenschutzverband Alta.
Elle sert comme force d'occupation, de sécurité et de défenses côtières en Norvège jusqu'à la fin de la guerre sans participer à un combat.

## Organisation

### Commandants
| Date                               | Grade           | Commandant                           |
| ---------------------------------- | --------------- | ------------------------------------ |
| 15 avril 1942 - 10 octobre 1942    | Generalleutnant | Otto Schönherr (de)                  |
| 10 octobre 1942 - 10 janvier 1944  | Generalleutnant | Konrad Menkel                        |
| 10 janvier 1944 - 20 février 1944  | Generalleutnant | Albrecht Baier                       |
| 20 février 1944 - 1er octobre 1944 | Generalleutnant | Konrad Menkel                        |
| 1er octobre 1944 - 8 mai 1945      | Generalmajor    | Bernhard Pampel umbenannt in Pamberg |

### Officiers d'opérations (Generalstabsoffiziere (Ia))
| Date                                | Grade               | Commandant       |
| ----------------------------------- | ------------------- | ---------------- |
| 15 janvier 1943 - 20 novembre 1944  | Oberstleutnant i.G. | Kurt Sengspiel   |
| 20 novembre 1944 - 25 novembre 1944 | Major i.G.          | Eberhard Siebeck |
| 25 novembre 1944 - ? 1945           | Major i.G.          | Otto Auswöger    |

## Théâtres d'opérations
- Norvège : avril 1942 - mai 1945

## Ordres de bataille
- Grenadier-Regiment 349
- Festungs-Grenadier-Regiment 859
  - Festungs-Bataillon 651
  - Festungs-Bataillon 652
  - Festungs-Bataillon 653
  - Festungs-Bataillon 659
- Artillerie-Abteilung 930
- Pionier-Bataillon 930
- Panzerjäger-Kompanie 930
- Nachrichten-Kompanie 930
- Versorgungseinheiten 930